# Frederikke
Frederikke er en dansk børnefilm fra 2007 med instruktion og manuskript af Heidi Maria Faisst.

## Handling
Frederikke på 9 år bliver afleveret af sin far: Hun skal på weekend hos sin mor. Frederikke glæder sig, men weekenden går ikke helt, som hun har forventet. Moren har fået en ny kæreste, og hans ting fylder hele Frederikkes værelse. Der er ikke rigtigt plads til Frederikke nogen steder. Moren og kæresten skændes, og Frederikke er overladt helt til sig selv. Heldigvis kan hun lege med hunden Nielsen og sammen laver de en overraskelse til Frederikkes mor. Men moren bliver ikke så glædeligt overrasket, som Frederikke havde håbet. Frederikke mister helt lysten til at være på weekend hos sin mor og ringer efter sin far.

## Medvirkende
- Laura Rihan - Frederikke
- Johannes Lilleøre - Michael
- Maibritt Saerens - Mor
- Benjamin Boe Rasmussen - Far